# ماكدونسكا كامنيتسا
ماكدونسكا كامنيتسا (بالمقدونية: Македонска Каменица) هي مدينة تقع في مقدونيا الشمالية.